# Most Łazienkowski

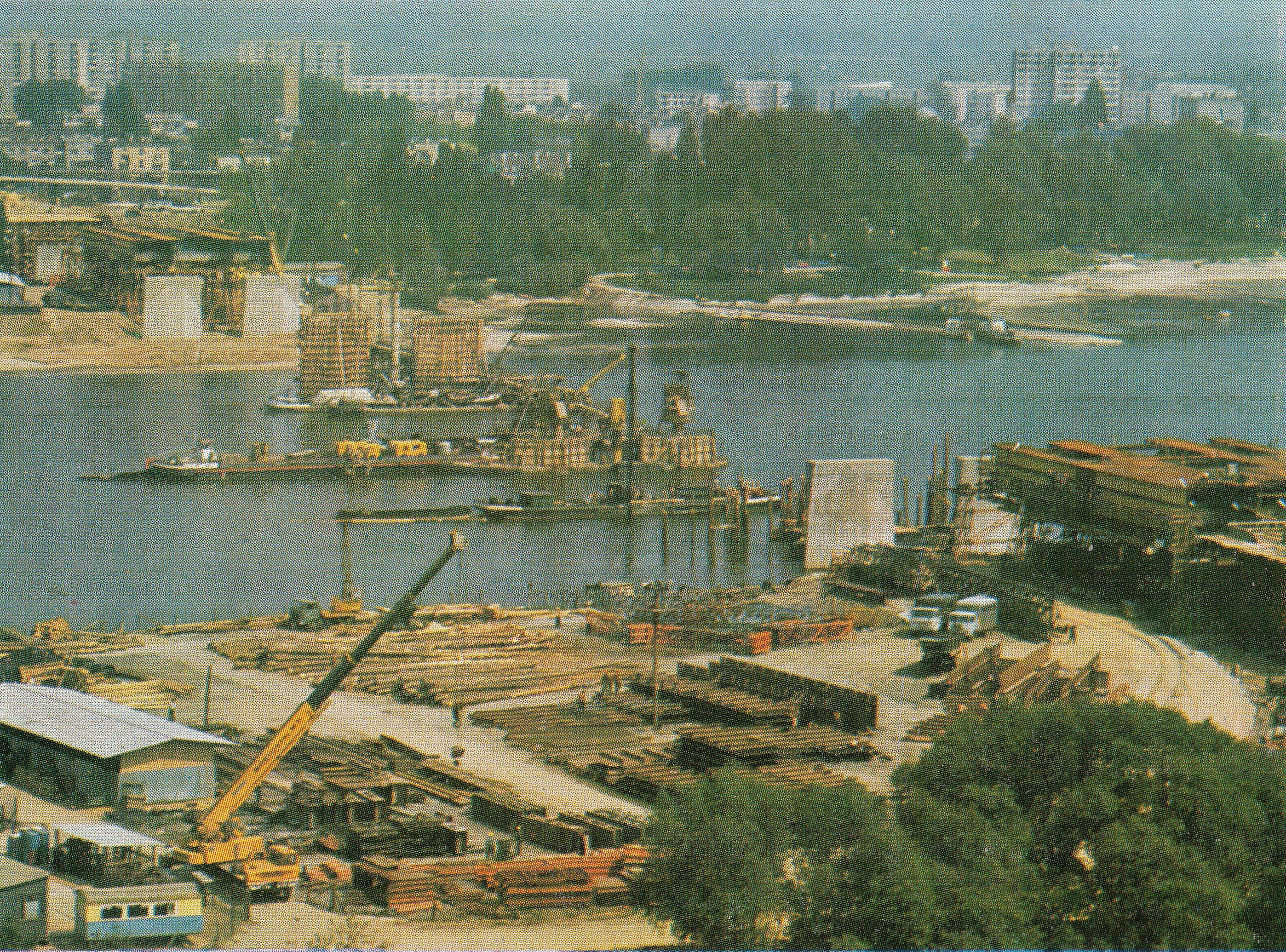
Budowa przeprawy (1972 lub 1973)

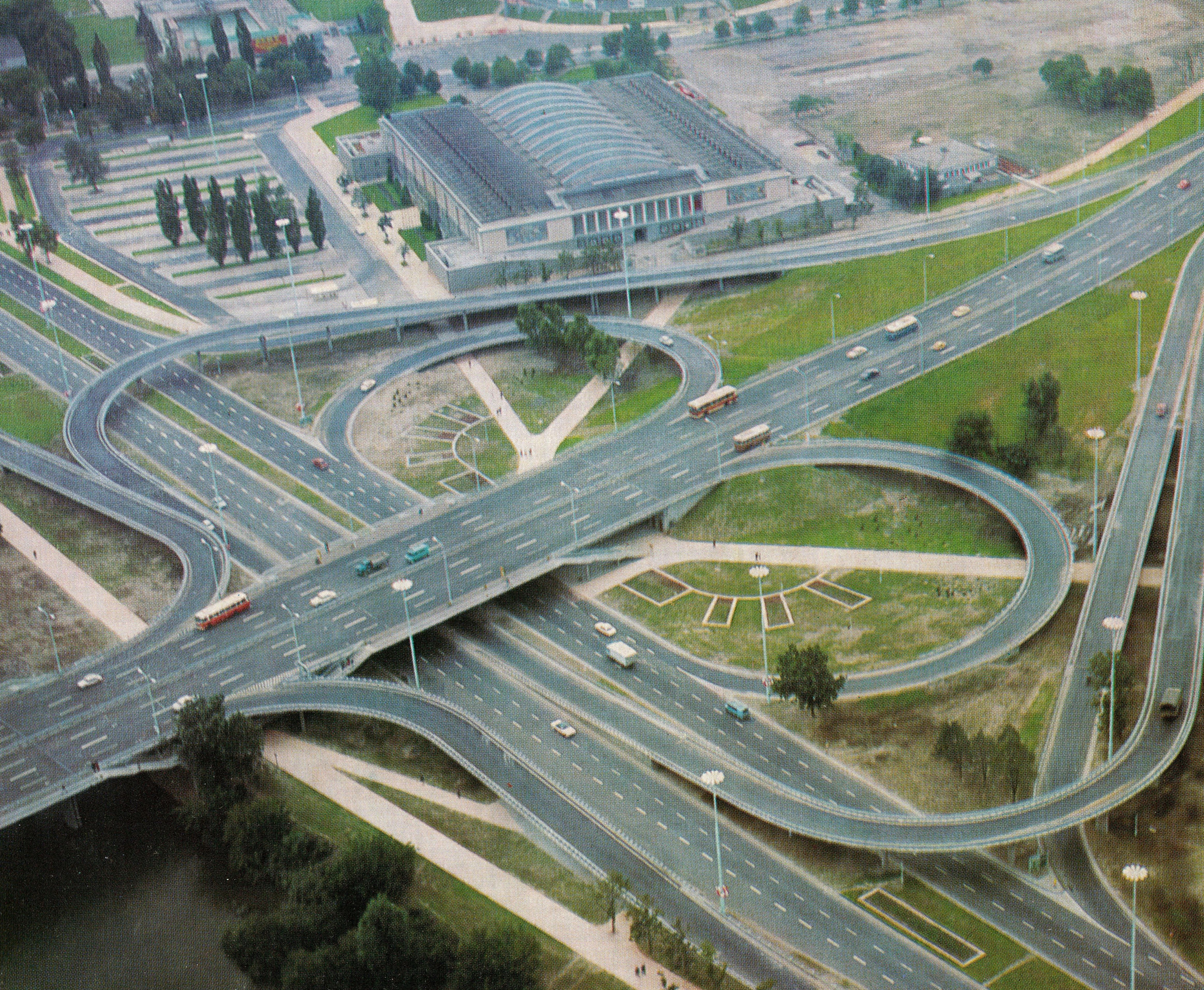
Lata 70. Wjazd na przeprawę od strony Śródmieścia – bezkolizyjny węzeł drogowy na skrzyżowaniu z Wisłostradą. W górnej części zdjęcia widoczny budynek Torwaru

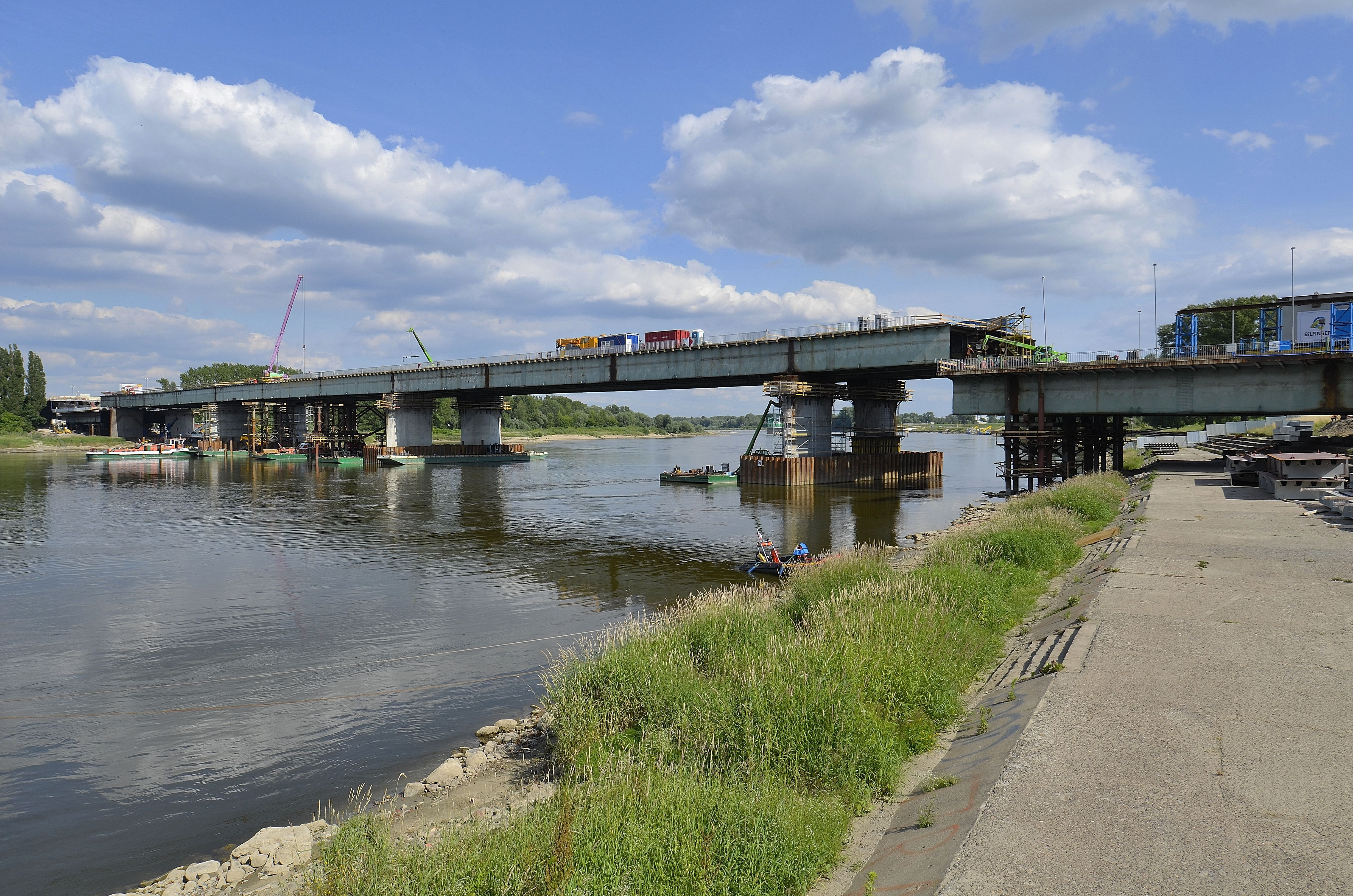
Remont mostu (czerwiec 2015)

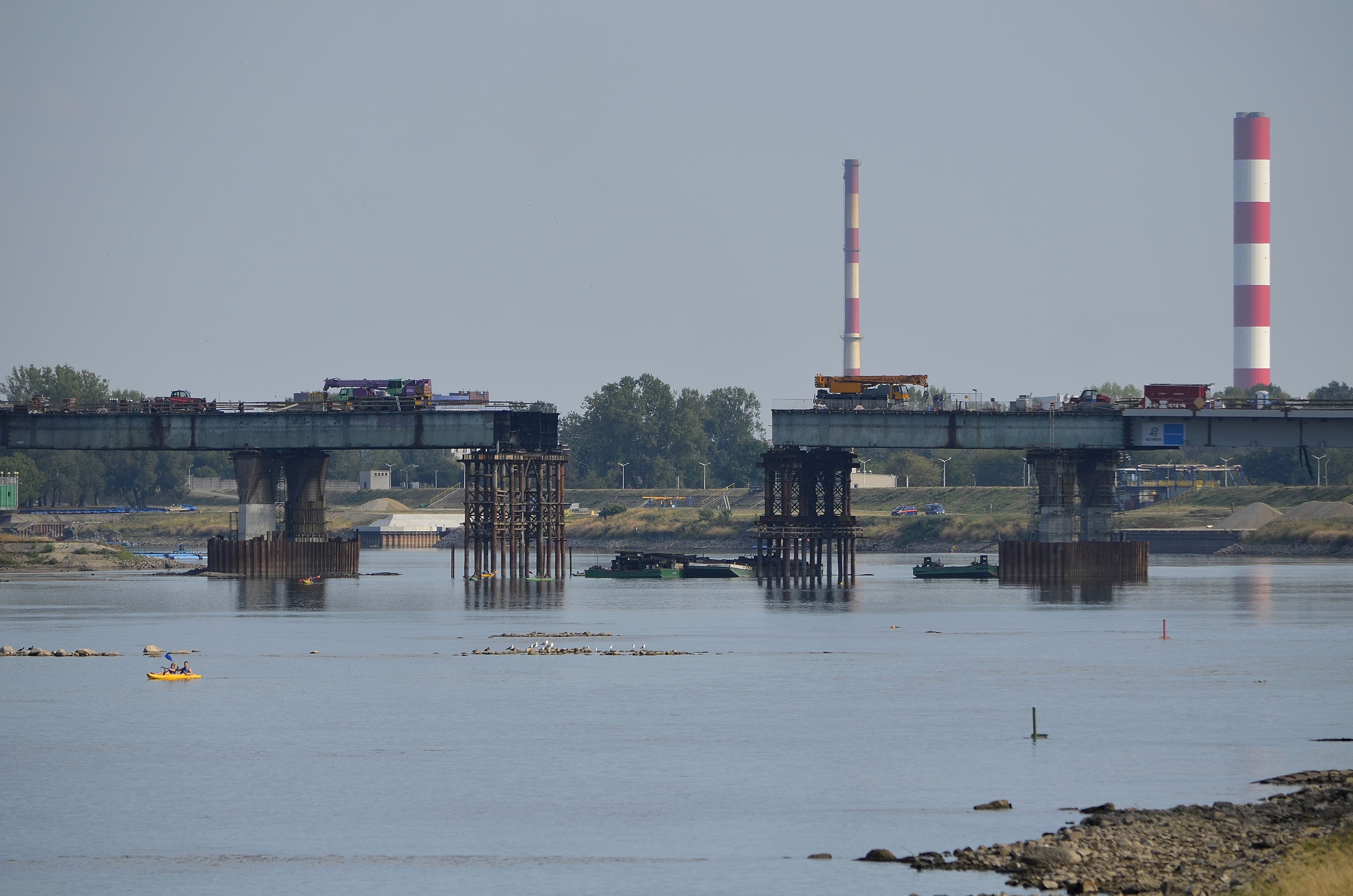
Most w sierpniu 2015

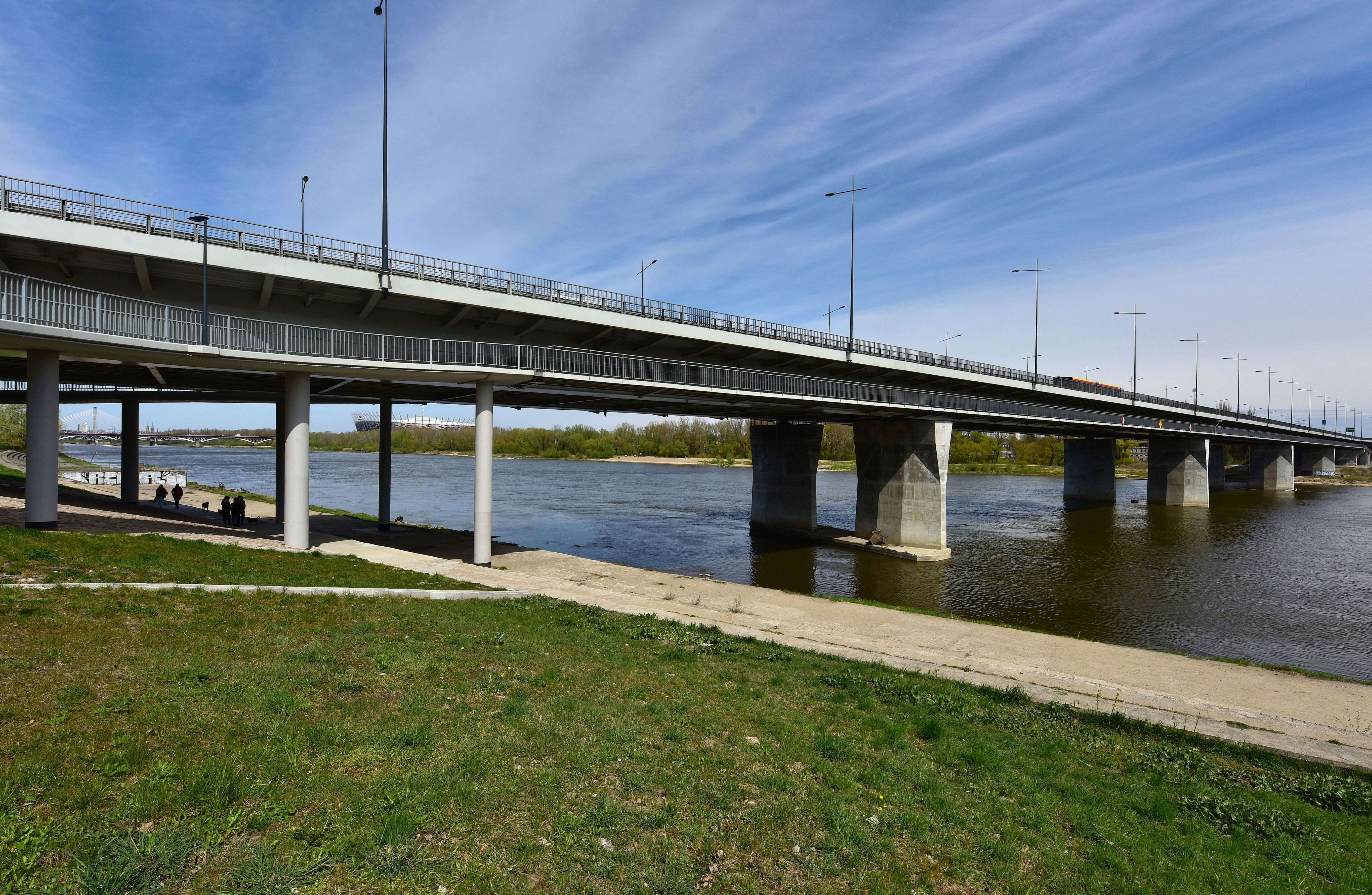
Most od strony śródmieścia, widok w kierunku Pragi-Południe

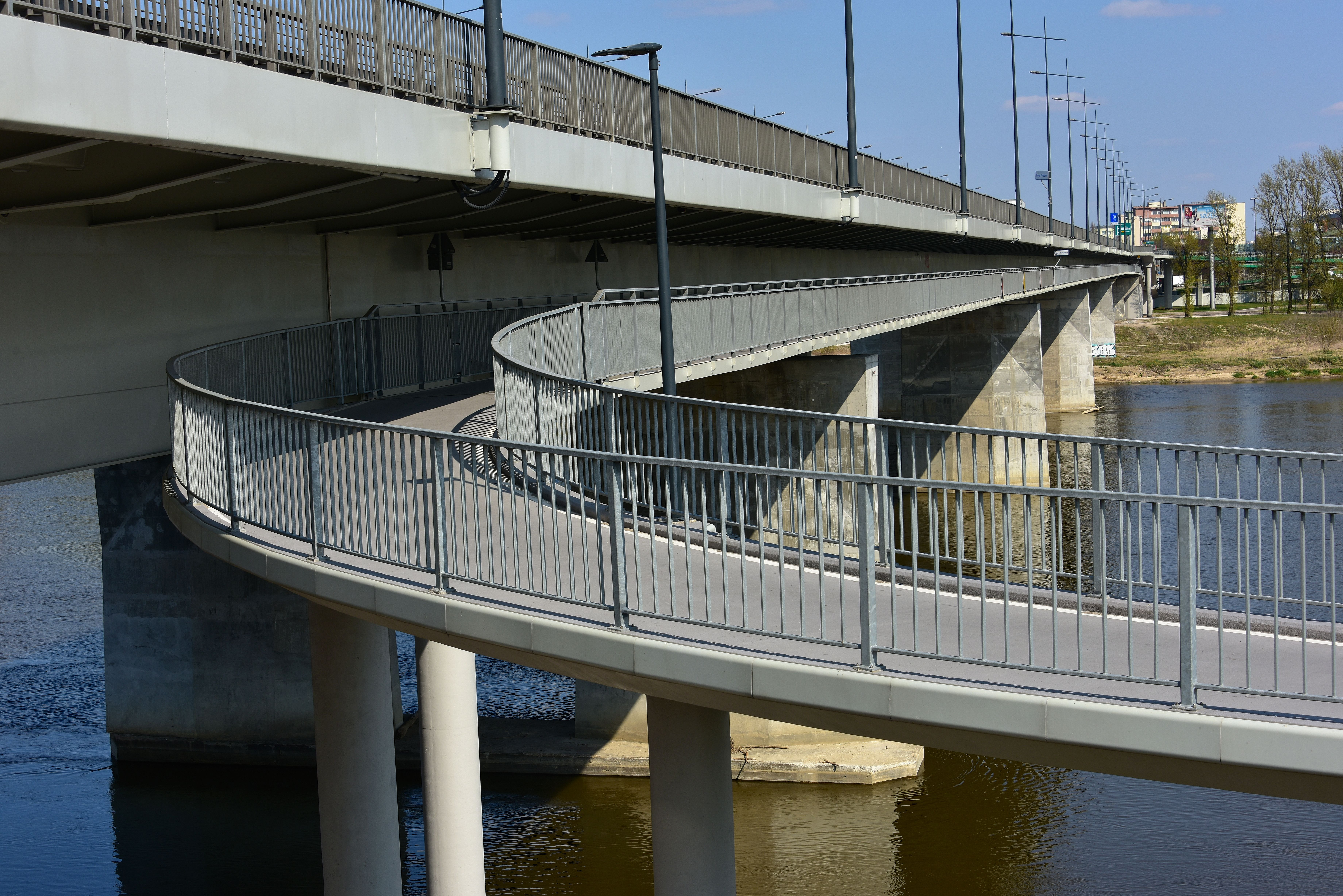
Kładka dla rowerzystów po południowej stronie mostu oddana do użytku w 2017

Most Łazienkowski (w latach 1981–1998 most im. gen. Zygmunta Berlinga) – most na Wiśle w Warszawie zbudowany w latach 1971–1974. Stanowi część Trasy Łazienkowskiej.
Od 14 lutego 2015 do 28 października 2015 most był wyłączony z eksploatacji z powodu pożaru, który uszkodził jego konstrukcję.

## Opis
Most ma dwie trzypasmowe jezdnie z jednometrowej szerokości odbojnicą pośrodku.
Wiadukty dojazdowe do mostu po obu stronach Wisły mają łączną długość 436 metrów. Łączą się one z wiaduktami: nad parkiem Agrykola o długości 391 metrów oraz nad ul. Paryską – 209 metrów. Przy obydwu przyczółkach powstały bezkolizyjne węzły drogowe. Węzeł z Wisłostradą miał również w atrakcyjnej formie przestrzennej powiązać bloki pobliskiego osiedla Torwar z nowoczesnymi rozwiązaniami drogowymi.
W listopadzie 1981 mostowi nadano nazwę gen. Zygmunta Berlinga, a w 1985 w pobliżu przeprawy po stronie praskiej odsłonięto pomnik generała. Do nazwy most Łazienkowski powrócono w styczniu 1998.
W sierpniu 2017 pod mostem otwarto dwie kładki: dla rowerzystów i pieszych (po stronie północnej) oraz dla rowerzystów (po stronie południowej). Wcześniej most był nieprzystosowany dla osób niepełnosprawnych ruchowo i do ruchu rowerowego — chodniki były wąskie, nie było drogi rowerowej, a po obu stronach mostu chodniki kończyły się długimi schodami.
Od połowy lat 70. do reformy sieci drogowej w 1985 roku przeprawa była częścią drogi międzynarodowej E8. Od 1985 roku do końca 2013 roku most stanowił fragment drogi krajowej nr 2 oraz trasy europejskiej E30. Obecnie droga nr 2 poprowadzona jest przez most Siekierkowski.

## Projekt
Autorem koncepcji, założeń ogólnych i lokalizacji mostu był zespół, który w 1961 roku zajął pierwsze miejsce w konkursie na opracowanie projektów dwóch nowych mostów przez Wisłę – Łazienkowskiego i Świętokrzyskiego. W jego skład wchodzili: Stanisław Marzyński, Józef Buchner i Stanisław Niewiadomski.
Po podjęciu decyzji o budowie Trasy Łazienkowskiej, w 1971 rozpoczęto prace przygotowawcze do budowy mostu, która rozpoczęła się w 1972. Generalnym inwestorem była Dyrekcja Budowy Trasy Mostowej Łazienkowskiej.
Most został zaprojektowany przez zespół inżynierów Centralnego Biura Projektów Dróg i Mostów „Transprojekt” w Warszawie pod kierunkiem Jerzego Mazura. W skład zespołu projektującego przeprawę wraz z wiaduktami, dojazdami, estakadami i węzłami nadbrzeżnymi wchodzili: Józef Miturski, Czesław Szkudlarek, Marian Bogacki, Andrzej Bieliński, Jerzy Makosa, Andrzej Buchner, Stanisław Marzyński, Stanisław Niewiadomski, Lech Gruszczyński i Jan Knothe.

## Konstrukcja
Most ma konstrukcję stalową (spawaną i nitowaną) ze stalową płytą ortotropową opartą na schemacie belki ciągłej pięcioprzęsłowej. Płyta ortotropowa pozwoliła włączyć wszystkie elementy stalowe do łącznej pracy konstrukcyjnej, dzięki czemu uzyskano zmniejszenie ciężaru mostu o ok. 30% oraz kosztów jego budowy o ok. 50 mln ówczesnych złotych. W przekroju poprzecznym zaprojektowano cztery belki główne blachownicowe o stałej wysokości środników (3800 mm).

## Budowa
Elementy stalowe zostały wykonane przez Konstal Chorzów i Hutę Zabrze. Były one transportowane ze Śląska koleją na Dworzec Gdański i nieistniejącą obecnie bocznicą kolejową do Elektrowni Warszawskiej, gdzie były składowane na placu w pobliżu pomnika Syreny. Stąd były przewożone na plac budowy: do pierwszego filara przy Cyplu Czerniakowskim przez specjalnie zbudowany drewniany most nad kanałem portowym, a na stronę praską – przez most Poniatowskiego.
Podpory (filary) mostu (cztery w nurcie Wisły i dwie na lądzie) są żelbetowe. Są one pozbawione okładziny granitowej. Wraz z przyczółkami wykonało je Przedsiębiorstwo Robót Kolejowych nr 15, natomiast montaż konstrukcji stalowej – firma Mostostal. Z uwagi na napięty grafik, prace przy budowie rzecznych podpór mostu prowadzono również w nocy, przy świetle reflektorów. Elementy stalowe nasuwano z obu brzegów na rolkach. Montaż ostatniego elementu przęsła brzegowego zakończono na początku grudnia 1973.
Budowa mostu i całej Trasy zakończyła się 19 lipca 1974. Most został oficjalnie otwarty 22 lipca 1974. Do jego remontu w 2015 to wydarzenie upamiętniała tablica z brązu umieszczona na południowej balustradzie mostu (bliżej strony praskiej) o treści:

W XXX-lecie
Polskiej
Rzeczypospolitej
Ludowej
czwarty most
w Warszawie
z Trasą wzniesiony
w latach 1971–1974
oddano w dniu
lipcowego święta

Otwarcie Trasy Łazienkowskiej wraz z mostem Łazienkowskim spowodowało zmniejszenie ruchu kołowego na sąsiednim moście Poniatowskiego o 25%.

## Remonty
Pierwszego remontu most doczekał się już kilka lat po otwarciu. Co kilka lat miały miejsce kolejne remonty. Na początku XXI wieku, po częściowym zawaleniu się wiaduktu w Alejach Jerozolimskich i wykonaniu ekspertyz innych obiektów mostowych w Warszawie, stwierdzono katastrofalny stan wszystkich łącznic (ślimaków) łączących most Łazienkowski z Wałem Miedzeszyńskim oraz Wisłostradą. W 2002 zamknięto zjazd z mostu na Wał Miedzeszyński w kierunku Puław. W 2003 zjazd ten został zburzony i wybudowany od nowa. Jesienią 2005 zburzono zjazd z mostu na Wał Miedzeszyński w stronę północną oraz wjazd na most z Wału Miedzeszyńskiego od strony Puław i wybudowano nowe podjazdy (ślimaki), oddane do użytku na początku lipca 2006. W 2013 rozpoczęto podobne prace na ślimakach łączących wiadukt mostu z Wisłostradą. Ostatnią odtworzoną łącznicę na lewym brzegu otwarto dla ruchu samochodowego w grudniu 2014.
Na przełomie lipca i sierpnia 2013 dokonano wymiany dylatacji południowej części mostu oraz remontu nawierzchni.

## Pożary

### 1975 rok
W 1975 roku, w wyniku pożaru drewnianej budki znajdującej się pod mostem na lewym brzegu Wisły, zostały uszkodzone całe pierwsze przęsło i część drugiego oraz nawierzchnia jezdni na długości ok. 200 m.

### 2015 rok
14 lutego 2015 ok. 17:30 pod praską częścią mostu wybuchł pożar desek, składowanych tam w trakcie prac remontowych, których celem było m.in. zastąpienie drewnianych podestów technicznych przeprawy kratą z ocynkowanej stali. Ogień objął podesty techniczne, z których przed ich planowanym demontażem usunięto już zabezpieczenie z azbestu (wprowadzone po pożarze w 1975) i rozprzestrzenił się w kierunku lewego brzegu. Uszkodzone zostały: konstrukcja dwóch i pół (z pięciu) przęseł przeprawy, nawierzchnia lewych pasów ruchu oraz biegnąca pod jezdnią magistrala wodociągowa. Pożar zniszczył także część instalacji poprowadzonych pod mostem. W akcji ratowniczej uczestniczyło 144 strażaków, wspieranych z Wisły m.in. przez spulchniacz hydrauliczny „Chudy Wojtek” należący do Miejskiego Przedsiębiorstwa Wodociągów i Kanalizacji, na którym strażacy umieścili sprzęt gaśniczy. Pożar został ugaszony po 12 godzinach, nikt nie ucierpiał. Uszkodzona przeprawa została zamknięta do odwołania.
Wstępna ekspertyza stanu technicznego mostu wykazała, że w wyniku sięgającej 1000 stopni Celsjusza temperatury m.in. degradacji uległa i straciła nośność stalowa konstrukcja przeprawy, wystąpiły wybrzuszenia w siłownikach dźwigarów i przemieściły się łożyska. 20 lutego 2015 władze miasta podjęły decyzję o zdemontowaniu zniszczonej konstrukcji stalowej mostu i zamontowaniu nowej, na zachowanych filarach. Koszt prac oszacowano na 100–130 mln złotych, dodatkowe 80 mln złotych miała kosztować rozbiórka i odbudowa znajdujących się w złym stanie technicznym wiaduktów dojazdowych do przeprawy.
10 kwietnia 2015 Zarząd Dróg Miejskich podpisał umowę na remont mostu z konsorcjum składającym się z przedsiębiorstwa Bilfinger Infrastructure i Przedsiębiorstwa Usług Technicznych „Intercor”. Oferta złożona 7 kwietnia opiewała na kwotę 104 363 937,74 złotych i jako jedna z czterech złożonych mieściła się w budżecie wynoszącym 106 mln złotych.
28 października 2015 most został ponownie otwarty dla ruchu kołowego. Zjazd z przeprawy na ul. Wał Miedzeszyński w kierunku Gocławia został otwarty w grudniu 2015.
W toku prowadzonego śledztwa, Prokuratura Okręgowa Warszawa-Praga potwierdziła celowe podpalenie mostu 14 lutego 2015, ale w grudniu 2015 umorzyła postępowanie z powodu niewykrycia sprawców. Fragment spalonego mostu Łazienkowskiego w 2016 został umieszczony w Pontiseum na terenie Instytutu Badawczego Dróg i Mostów.

## Inne informacje
- Mimo przywrócenia w 1998 obecnej nazwy, do marca 2015 na moście (od strony Śródmieścia) znajdowały się dwie tablice z nazwą Most imienia generała Zygmunta Berlinga[35]